# Самандаг
Самандаг (тур. Samandağ) — город и район в провинции Хатай (Турция).

## История
Люди жили в этих местах с древнейших времён. Впоследствии город входил в состав разных государств; в XVI веке он попал в состав Османской империи.
По окончании Первой мировой войны в соответствии с решениями конференции в Сан-Ремо данная территория перешла под французское управление. В соответствии с франко-турецким договором 20 октября 1921 года Александреттский санджак был выделен в особую автономную административную единицу внутри французского мандата, так как в нём, помимо арабов и армян, проживало значительное количество турок. 7 сентября 1938 года на северо-западе Сирии на территории Александреттского санджака образовалось Государство Хатай, которое 29 июня 1939 года было аннексировано Турцией.